# Valorfly
Valorfly ist eine maltesische Fluggesellschaft mit Sitz in Valletta und Basis auf dem Flughafen Malta.

## Dienstleistungen
Valorfly veranstaltet für italienische Reiseveranstalter Charterflüge zu verschiedenen europäischen Zielen. Des Weiteren werden Pilger-, Fracht- und Geschäftsreiseflüge angeboten.

## Flotte
Mit Stand Juni 2017 besitzt Valorfly keine eigenen Flugzeuge. In der Vergangenheit wurden Boeing 737-400 und Gulfstream G500 betrieben.